# Steindachnerina
Steindachnerina is een geslacht van straalvinnige vissen uit de familie van de brede zalmen (Curimatidae).
De wetenschappelijke naam Steindachnerina is voor het eerst geldig gepubliceerd in 1906 door Henry Weed Fowler. De naam is een eerbetoon aan de Oostenrijkse zoöloog Franz Steindachner. Als typesoort gaf Fowler Curimatus trachystethus Cope, 1878 op. Deze wetenschappelijke naam wordt nu beschouwd als een synoniem van Steindachnerina bimaculata (Steindachner, 1876).

## Soorten
- Steindachnerina amazonica (Steindachner, 1911)
- Steindachnerina argentea (Gill, 1858)
- Steindachnerina atratoensis (Eigenmann, 1912)
- Steindachnerina bimaculata (Steindachner, 1876)
- Steindachnerina binotata (Pearson, 1924)
- Steindachnerina biornata (Braga & Azpelicueta, 1987)
- Steindachnerina brevipinna (Eigenmann & Eigenmann, 1889)
- Steindachnerina conspersa (Holmberg, 1891)
- Steindachnerina corumbae Pavanelli & Britski, 1999
- Steindachnerina dobula (Günther, 1868)
- Steindachnerina elegans (Steindachner, 1875)
- Steindachnerina fasciata (Vari & Géry, 1985)
- Steindachnerina gracilis Vari & Williams Vari, 1989
- Steindachnerina guentheri (Eigenmann & Eigenmann, 1889)
- Steindachnerina hypostoma (Boulenger, 1887)
- Steindachnerina insculpta (Fernández-Yépez, 1948)
- Steindachnerina leucisca (Günther, 1868)
- Steindachnerina notograptos Lucinda & Vari, 2009
- Steindachnerina notonota (Miranda-Ribeiro, 1937)
- Steindachnerina planiventris Vari & Williams Vari, 1989
- Steindachnerina pupula Vari, 1991
- Steindachnerina quasimodoi Vari & Williams Vari, 1989
- Steindachnerina seriata Netto-Ferreira & Vari, 2011
- Steindachnerina varii Géry, Planquette & Le Bail, 1991